# Clarinete baixo
O clarinete baixo, também conhecido como "clarone" (nome dado, antigamente, a estes tipos de clarinetes, na Itália), é um instrumento musical de sopro, um aerofone da família dos clarinetes. Pelo seu peso e tamanho, possui tudel e a campana curva (como no saxofone tenor) e um espigão para apoiar o instrumento no solo (mas nem todos, a marca "Linton", por exemplo não tem). Um solista pode tocá-lo também de pé com o suporte de correias. O clarinete baixo é um instrumento transpositor, geralmente afinado em Si bemol, soando uma oitava abaixo do clarinete de mesma afinação. Existem também algumas partituras orquestrais que pedem o clarinete baixo em Lá (Wagner é um exemplo). Como o clarinete, o clarinete baixo é um instrumento de palheta simples mas tanto a boquilha quanto a palheta são maiores,proporcionais ao tamanho do tubo se assemelhando aos do saxofone tenor. A sua nota mais grave é o Mib 1 nos instrumentos simples e Dó 1 nos instrumentos mais modernos, ditos completos. Sendo um instrumento transpositor essas notas do clarone correspondem ao Ré bemol 1 e Si bemol 1 da escala natural, ou do piano, respectivamente.
Alguns claronistas de renome internacional são:
- Gabriel Felipe da Silva (Brasil)
- Josef Horák (Rep. Tcheca)
- Henri Bok (Holanda)
- Harry Sparnaay (Holanda/Espanha)
- Tara Bouman (Holanda)
- Luís Afonso "Montanha" (Brasil)
- Luis Nivaldo Orsi (Brasil)
- Renate Rusche (Alemanha)
- Michael Lowenstern (EUA)
- Evan Ziporyn (EUA)
- Rocco Parisi (Itália)
- Sauro Berti (Itália)